# 少年红
少年红（学名：Ardisia alyxiifolia）为报春花科紫金牛属下的一个种。

## 扩展阅读
- 維基物種上的相關：少年红